# South-Dakota-Klasse (1920)
Die South-Dakota-Klasse war eine Klasse von sechs Schlachtschiffen der United States Navy, die in Folge des Washingtoner Flottenvertrags von 1922 nicht fertiggestellt wurden.

## Geschichte
Die Schiffe der South-Dakota-Klasse hatten ihren Ursprung im Naval Act von 1916. Obwohl sie bereits am 4. März 1917 bestellt wurden, verzögert sich die Kiellegung um drei weitere Jahre. Dies hatte zwei Hauptgründe: zum einen ging die größte Gefahr im Nordatlantik von deutschen U-Booten aus, weshalb die Produktion von Zerstörern Vorrang hatte, zum anderen hatte die Skagerrakschlacht erhebliche Auswirkungen auf den Schlachtschiffbau, wovon auch die Entwürfe der South-Dakota-Klasse betroffen waren. Bei den fünf zuvor fertiggestellten Klassen folgte die US-Navy dem „Standard-Type-Battleship“-Konzept, d. h., dass alle diese Schiffe in etwa identische Abmessungen, Verdrängung, Geschwindigkeit sowie zahlreiche Komponenten (z. B. standardisierter Brücken und Gittermasten) besaßen. Dies vereinfachte den gemeinsamen Einsatz der Schlachtschiffe, da nicht für jede Klasse eigene Manöverkonzepte erarbeitet werden mussten. Da nach dem Ersten Weltkrieg in Japan und Großbritannien neue Schlachtschiffe entwickelt wurden, wollte die US-Navy, dass die South-Dakota-Klasse entsprechend konkurrenzfähig blieb. Die dafür benötigten Leistungen, Abmessungen und Verdrängung waren aber nicht mehr mit den Vorgaben des „Standard-Type-Battleship“-Konzept vereinbar, weshalb diese Einschränkungen aufgegeben wurden. Die einzige Limitierung, an die sich die US-Navy bei den neuen Schiffen weiterhin halten musste, war, dass die Schiffe den Panamakanal passieren können sollten. Dies war einer der Gründe, weshalb eine Studie, bis zu 80.000 ts Konstruktionsverdrängung schwere Schlachtschiffe zu entwerfen, fallen gelassen wurde. Bei den Einheiten der Klasse hätte es sich um die letzten Schiffe gehandelt, die der Super-Dreadnought-Generation angehören sollten. Sie wären damals die größten, am stärksten gepanzerten und am schwersten bewaffneten Schiffe der US-Navy gewesen.
Vergleich der Großkampfschiffentwürfe von Großbritannien, den USA und Japans Anfang der 1920er.
| Klasse                   | G 3                    | N 3                    | Lexington          | South-Dakota       | Amagi        | Kii          | Nr. 13      |
| ------------------------ | ---------------------- | ---------------------- | ------------------ | ------------------ | ------------ | ------------ | ----------- |
| Land                     | Vereinigtes Konigreich | Vereinigtes Konigreich | Vereinigte Staaten | Vereinigte Staaten | Japan        | Japan        | Japan       |
| Konstruktionsverdrängung | 48.800 ts              | 48.500 ts              | 43.500 ts          | 43.200 ts          | 40.000 ts    | 41.400 ts    | 47.500 ts   |
| max. Geschwindigkeit     | 31–32 kn               | 23 kn                  | 33,25 kn           | 23 kn              | 30 kn        | 29,75 kn     | 30 kn       |
| Hauptbewaffnung          | 9 × 40,6 cm            | 9 × 45,7 cm            | 8 × 40,6 cm        | 12 × 40,6 cm       | 10 × 40,6 cm | 10 × 40,6 cm | 8 × 45,7 cm |
| Gürtelpanzer             | 35,6 cm                | 38,1 cm                | 19,05 cm           | 34,3 cm            | 25,4 cm      | 29,2 cm      | 34,3 cm     |
| Decksschutz              | 20,3 cm                | 20,3 cm                | 5,08 cm            | 8,89 cm            | 15,2 cm      | 15,2 cm      | 12,7 cm     |

Der Bau der Schiffe begann letztendlich erst 1920. Mit dem Abschluss des Washingtoner Flottenvertrages erfolgte der Baustopp am 8. Februar 1922 für alle sechs Schlachtschiffe. Dies war Bestandteil des Vertrages, der einen zehnjährigen Baustopp für alle Großkampfschiffe vereinbarte. Auch begrenzte dieser die maximale Verdrängung auf 35.000 t, was von der South-Dakota-Klasse deutlich übertroffen worden wäre. Daher wurden die unvollendeten Rümpfe 1923 verschrottet. Die bereits hergestellten Kanonen Kaliber 40,6 cm L/50 Mark 2 nutzte die US-Army als Küstenartillerie. Sie dienten später als Vorlage für die neuen Mark-7-Kanonen des gleichen Kalibers der Iowa-Klasse.

## Einheiten
| Name                   | Bauwerft                   | Kiellegung        | Fertigstellungsgrad bei Baustopp |
| ---------------------- | -------------------------- | ----------------- | -------------------------------- |
| South Dakota (BB-49)   | New York Naval Shipyard    | 15. März 1920     | 38,5 %                           |
| Indiana (BB-50)        | New York Naval Shipyard    | 1. November 1920  | 34,7 %                           |
| Montana (BB-51)        | Mare Island Naval Shipyard | 1. September 1920 | 27,6 %                           |
| North Carolina (BB-52) | Norfolk Naval Shipyard,    | 12. Januar 1920   | 36,7 %                           |
| Iowa (BB-53)           | Newport News Shipbuilding  | 17. Mai 1920      | 31,8 %                           |
| Massachusetts (BB-54)  | Fore River Shipyard        | 4. April 1921     | 11 %                             |